# Гилавар
Гилавар (азерб. Gilavar) — южный ветер в Азербайджане, присущий в основном Апшеронскому полуострову. По сравнению с ветром хазри, гилавар более тёплый. Ветер гилавар дует когда над Ираном, Ираком и Средней Азией образуется зона повышенного атмосферного давления, а над Северным Кавказом и средней частью Каспийского моря зона пониженного давления.
Чаще всего гилавар дует в тёплое время года. Обычно, скорость гилавара равна 2—10 м/с, но иногда достигает 20—24 м/с.
Впервые в прессе термин «гилавар» используется у Гасан-бека Зардаби, а в географической литературе у Гафура Рашида.